# Taules del Destí
Les Taules del Destí eren els textos que contenien el destí dels déus i de la humanitat, que d'acord amb la mitologia mesopotàmica el propietari de les taules les podia modificar a voluntat.
L'Enuma Elish diu que el primer propietari de les taules va ser Tiamat, que les va venda a Kingu cap del seu exèrcit, a qui li foren robades per Marduk després de derrotar-lo. Una tradició diferent assenyala que el posseïdor de les taules era el déu Enlil, i que un dia el monstre del mal Anzu les va robar, però poc després, Enlil les va recuperar.